# Commerce à La Réunion
Le commerce est une activité économique essentielle sur l'île de La Réunion, département d'outre-mer français dans le sud-ouest de l'océan Indien. De fait, elle est selon Eurostat la région la plus commerçante de toute l'UE si on considère la part de l'emploi assuré par les activités commerciales dans l'emploi total à La Réunion.

## Histoire
Le commerce ne se développa que tardivement sur l'île de La Réunion, autrefois l'île Bourbon. Ainsi, si l'on en croit l'historien Prosper Ève, les négociants étaient peu nombreux dans la colonie au XVIIIe siècle, ce qu'il tient d'un mémoire anonyme de la fin de ce même siècle. Il y est affirmé que « très peu de négociants sont établis à La Réunion » et que l'on y trouve que des commissionnaires chargés d'acheter quelques denrées coloniales. De fait, A. Toussaint ne recense pas plus d'une centaine de négociants à Saint-Denis, Saint-Paul et Saint-Pierre entre 1779 et 1810 contre 751 durant la même période à l'Île-de-France, aujourd'hui l'île Maurice. Ce dépouillement n'est pas exhaustif, mais il précise qu'il n'est pas certain que l'effectif total soit en réalité plus important.